# Liebhof (Ganzlin)
Liebhof ist ein Wohnplatz im Ortsteil Wendisch Priborn der Gemeinde Ganzlin des Amtes Plau am See im Landkreis Ludwigslust-Parchim in Mecklenburg-Vorpommern.

## Geographie
Der Ort liegt einen Kilometer südsüdwestlich von Wendisch Priborn und sechs Kilometer südlich von Ganzlin. Die Nachbarorte sind Wendisch Priborn im Norden, Tönchow im Nordosten, Dammwolde im Osten, Marienhof, Kiebitzberg, Buddenhagen und Griffenhagen im Südosten, Schabernack im Süden, Meyenburg im Südwesten, Waldhof im Westen sowie Wendenhof im Nordwesten.